# UH 25
UH 25 (alternative Schreibweise UH25) ist eine Treibstoffmischung für Raketen, die für die Trägerraketen Ariane 2 bis 4  entwickelt wurde.
Nachdem es beim zweiten Flug in einem Vikingtriebwerk der ersten Stufe einer Ariane 1 zu Verbrennungsinstabilitäten gekommen war, die schließlich zum Triebwerksbrand und Fehlstart der Rakete führten, wurde beschlossen, den Treibstoff zu wechseln. Der Wechsel fand jedoch erst bei den verstärkten Versionen Ariane 2 und Ariane 3 statt, wobei man von reinem UDMH auf die Treibstoffmischung UH 25 wechselte. So wollte man derartige Unfälle in Zukunft verhindern.
Die Mischung wurde bei Ariane 2 bis 4 sowie heute noch in den indischen Raketen PSLV und GSLV verwendet. Diese benutzen in Indien in Lizenz gefertigte Vikingtriebwerke.
Zusammen mit dem Oxidationsmittel Stickstofftetroxid bildet UH 25 eine bei normalen Temperaturen lagerfähige, hypergolische, giftige und ätzende Treibstoffmischung.

## Zusammensetzung und Gefahren
UH 25 ist eine Mischung aus 75 % UDMH und 25 % Hydrazinhydrat.
| Gefahrensymbol | Gefahrensymbol | Gefahrensymbol |

| Gefahrensymbol | Gefahrensymbol |

| Gefahrensymbol | Gefahrensymbol |

| Gefahrensymbol | Gefahrensymbol |

Für die Mischung ist keine Gefahrstoffeinstufung verfügbar.

## Verwandte Treibstoffe
Aerozin 50 besteht ebenfalls aus UDMH und Hydrazin, allerdings im Verhältnis 50:50. Dabei wird nicht das Monohydrat, sondern reines Hydrazin verwendet, die Mischung enthält also kein Wasser.